# Emma Morano

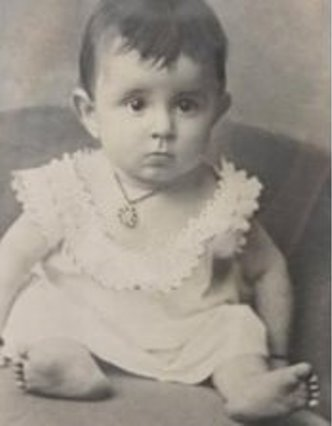
Emma Morano (1900)

Emma Martina Luigia Morano-Martinuzzi (ur. 29 listopada 1899 w Civiasco, zm. 15 kwietnia 2017 w Verbanii) – włoska superstulatka. Po śmierci Susannah Mushatt Jones 12 maja 2016 w wieku 116 lat i 165 dni stała się najstarszą żyjącą osobą na świecie. W chwili śmierci znajdowała się na 4. miejscu na liście najstarszych ludzi w historii, których wiek udowodniono. Ponadto była ostatnią żyjącą osobą na świecie urodzoną przed 1900 rokiem.

## Życiorys
Emma Martina Luigia Morano urodziła się 29 listopada 1899 roku w Civiasco, w prowincji Vercelli, w Królestwie Włoch jako córka Giovanniego Morano i Szwajcarki Matilde Bresciani. Była najstarsza z ośmiorga rodzeństwa. Miała cztery siostry i trzech braci. W jej rodzinie było wielu długowiecznych ludzi. Jej matka, ciotka oraz niektórzy bracia i siostry żyli ponad 90 lat, a jej młodsza siostra, Angela Morano (1908–2011) zmarła, mając prawie 103 lata.

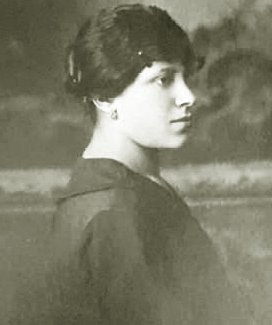

W październiku 1926 roku wyszła za mąż za Giovanniego Martinuzziego (1901–1978). Małżeństwo okazało się nieudane z powodu skłonności męża do przemocy domowej, ale mimo to w 1938 roku Emma Morano urodziła syna Angelo, który zmarł sześć miesięcy po urodzeniu. Wówczas państwo Martinuzzi się rozstali, ale nie rozwiedli się i formalnie nadal byli małżeństwem, aż do śmierci Giovanniego w 1978 roku. Do 1954 roku Morano pracowała w fabryce juty w swoim mieście. Następnie pracowała jako kucharka, aż do przejścia na emeryturę w 1974 roku w wieku 75 lat. Mimo trudności z poruszaniem się była w stanie chodzić do końca życia.
W dniu 13 sierpnia 2015 roku Morano wyrównała wiek Diny Manfredini, najstarszej osoby z Włoch w historii. Następnego dnia przejęła od niej ten tytuł. Z okazji swoich 116. i 117. urodzin otrzymała listy gratulacyjne od papieża Franciszka i prezydenta Włoch Sergia Mattarelli. 29 listopada 2016 roku jej 117. urodziny były transmitowane na żywo we włoskiej telewizji. Tego dnia także z tej okazji w miejscowym teatrze wystawiona była sztuka na jej temat.
Zmarła 15 kwietnia 2017 (w Wielką Sobotę) w swoim domu na obrzeżach miasta Verbania, nad jeziorem Maggiore. Tytuł najstarszej osoby na świecie utrzymywała przez 338 dni (czyli 11 miesięcy i 3 dni). W dniu śmierci miała 117 lat i 137 dni. Po jej śmierci tytuł najstarszej osoby na świecie przejęła Jamajka Violet Brown (młodsza od niej zaledwie o 101 dni).